# August III Sas
August III (ur. 17 października 1696 w Dreźnie, zm. 5 października 1763 tamże) – w latach 1733–1763 król Polski oraz jako Fryderyk August II elektor saski; syn Augusta II z saskiej dynastii Wettynów i Krystyny Eberhardyny Bayreuckiej.

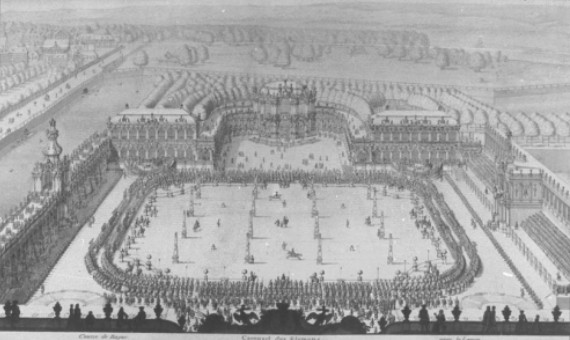
Uroczystości weselne Augusta III i Marii Józefy w Zwingerze w Dreźnie

Augustus III, Dei Gratia Rex Poloniae, Magnus Dux Lithuaniae, Russiae, Prussiae, Masoviae, Samogitiae, Kijoviae, Volhyniae, Podoliae, Podlachiae, Livoniae, Smolensciae, Severiae, Czerniechoviae, nec non hereditarius Dux Saxoniae Princeps et Elector etc.
August III, z Bożej łaski król Polski, wielki książę litewski, ruski, pruski, mazowiecki, żmudzki, kijowski, wołyński, podolski, podlaski, inflancki, smoleński, siewierski, czernihowski, a także dziedziczny książę saski i książę-elektor.

## Życie i działalność

### Młodość
Jedyny syn Augusta II i Krystyny Eberhardyny. Wychowany przez matkę i babkę Annę Zofię w luteranizmie. W 1711 pod opieką wojewody inflanckiego Józefa Kosa wyruszył w podróż po Europie (przez Norymbergę, Frankfurt, Heidelberg i Bazyleę), w trakcie której Kos udaremnił porwanie królewicza przez agentów brytyjskich podczas karnawału w Wenecji. 27 listopada 1712, uwalniając się spod wpływu swojej luterańskiej babki, potajemnie przeszedł w Bolonii na katolicyzm, co miało umożliwić mu osiągnięcie w przyszłości zarówno korony polskiej, jak i cesarskiej (po bezdzietnym wówczas Karolu VI). Ze względu na sytuację wewnętrzną w protestanckiej Saksonii oraz sytuację międzynarodową konwersję tę utrzymywano w tajemnicy przez kolejnych 5 lat, do 11 października 1717. Jej ogłoszenie nastąpiło w Wiedniu i spowodowało m.in. wypowiedzenie przez króla duńskiego układu sukcesyjnego z 1709, zapewniającego Wettynom następstwo tronu w Danii. W 1714 nieudaną próbę porwania królewicza podjęli w Kolonii agenci szwedzcy; spekulowano, że miała ona na celu detronizację Augusta II i oddanie władzy w Saksonii Fryderykowi Augustowi, którego traktowano wówczas jako protestanta. Od września 1714 do maja 1715 był on gościem Ludwika XIV. Wbrew żywionym nadziejom, do Rzymu nie udało mu się dotrzeć, dłuższy czas spędził natomiast w Wenecji, gdzie zaprzyjaźnił się z późniejszym elektorem bawarskim i cesarzem Karolem VII. Tu poznał też Antonia Vivaldiego, którego dzieła w decydujący sposób przyczyniły się do rozbudzenia u przyszłego króla zainteresowania muzyką włoską oraz operą. W sierpniu 1716 królewicz przeszedł łagodnie ospę, a następnie zatrucie grzybami. 20 sierpnia 1719 w Wiedniu poślubił arcyksiężniczkę austriacką Marię Józefę Habsburg, córkę cesarza Józefa I i Wilhelminy Amalii z Welfów; wcześniej rozważano jego ożenek z córką cara Piotra I, z królewną duńską bądź francuską księżniczką Conti. Drezdeńskie wesele, jakie dla syna wyprawił we wrześniu August II, cieszyło się opinią jednej z najwspanialszych barokowych imprez Europy i kosztowało 4 mln talarów. W 1726 Fryderyk August po raz pierwszy pojawił się w Warszawie. Maria Józefa urodziła 14 dzieci:
- Fryderyk August (1720–1721)
- Józef August (1721–1728)
- Fryderyk Krystian (1722–1763) – elektor Saksonii w 1763
- Maria Amalia (1724–1760) – żona króla Neapolu, Sycylii i Hiszpanii Karola III Burbona
- Maria Małgorzata (1727–1734)
- Maria Anna (1728–1797) – żona elektora Bawarii Maksymiliana III Józefa Wittelsbacha
- Franciszek Ksawery (1730–1806) – regent Saksonii w latach 1763–1768
- Maria Józefa (1731–1767) – żona delfina Francji Ludwika Ferdynanda Burbona
- Karol Krystian (1733–1796) – książę Kurlandii i Semigalii w latach 1759–1763
- Maria Krystyna (1735–1782)
- Maria Elżbieta (1736–1818)
- Albert Kazimierz (1738–1822) – książę cieszyński w latach 1766–1822, namiestnik Niderlandów w latach 1781–1787
- Klemens Wacław (1739–1812) – elektor i arcybiskup Trewiru w latach 1768–1803
- Maria Kunegunda (1740–1826).

Podczas jego panowania powstało słynne powiedzenie Za króla Sasa jedz, pij i popuszczaj pasa!

### Elekcja

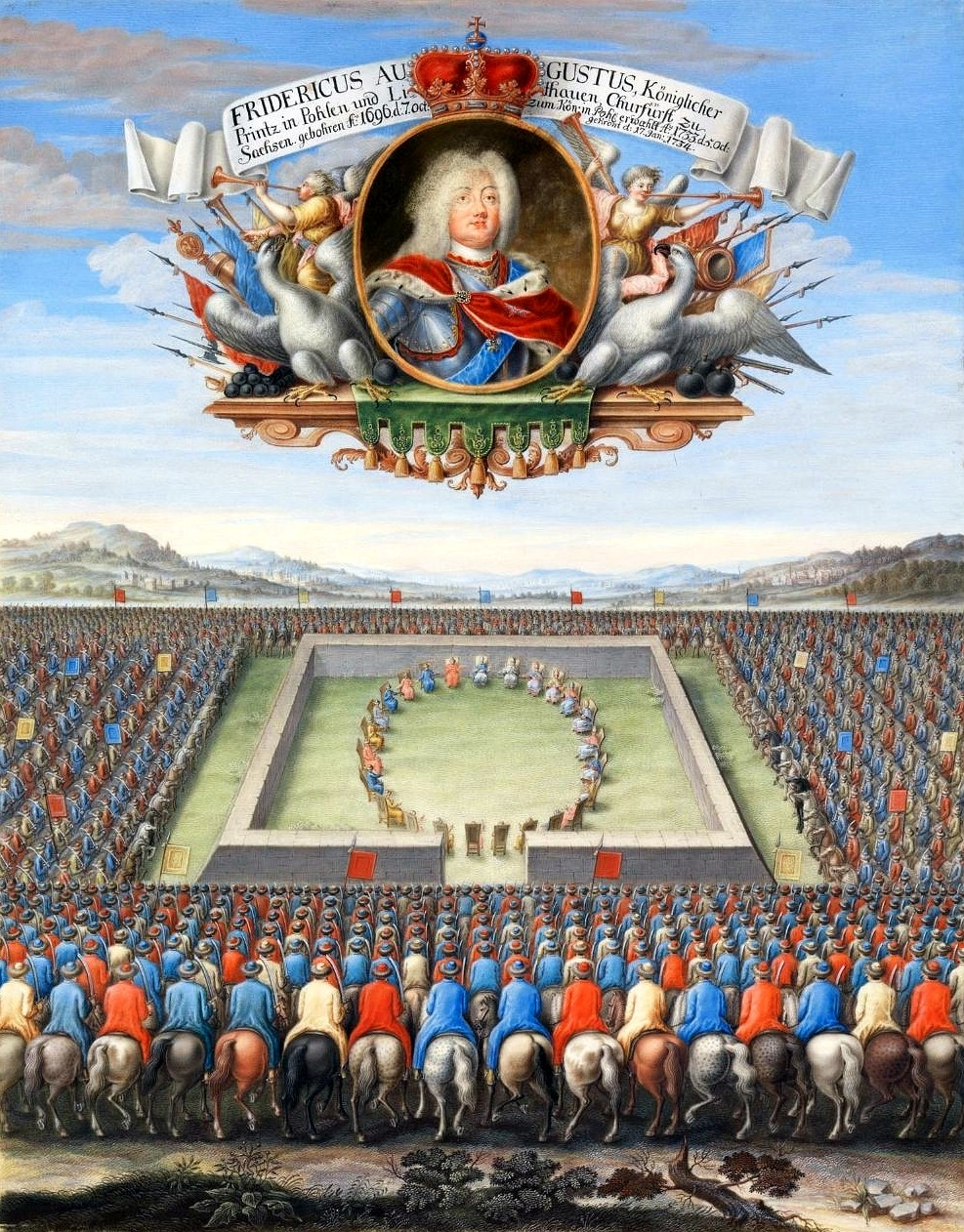
Elekcja Augusta III

Po śmierci Augusta II Mocnego w 1733 zawarł traktat z Austrią (w którym w zamian za poparcie swojej kandydatury uznał sankcję pragmatyczną Karola VI Habsburga) i, z carycą Anną Iwanowną, zobowiązał się przestrzegać zasad ustrojowych Rzeczypospolitej; zgodził się też, by faworyt rosyjski Ernest Jan Biron objął w lenno Kurlandię.
Kiedy sejm konwokacyjny 22 maja 1733 przyjął uchwałę o wykluczeniu cudzoziemskich pretendentów do korony polskiej, 11 sierpnia nastąpiła zbrojna interwencja Rosji, która, wspierana przez dyplomację Austrii i Saksonii, wprowadziła do Polski 32 tys. żołnierzy. 12 września 1733 w Warszawie Stanisław Leszczyński wybrany został przez 11 697 szlachty królem Polski. Przybył on na elekcję z Francji, znacznie wspierany funduszami przez swego zięcia, króla Francji Ludwika XV Burbona. 29 września na Pragę dotarły wojska rosyjskie.

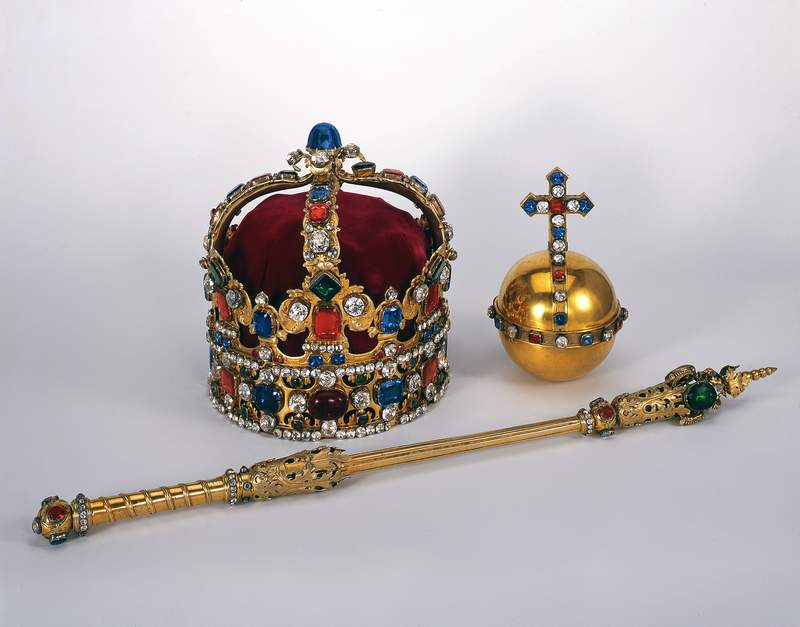
Johannes Köhler, Insygnia koronacyjne Augusta III

5 października stronnicy Sasa pod osłoną korpusu rosyjskiego generała Piotra Lacy ogłosili Augusta III królem Polski we wsi Kamion na Pradze. Kandydata poparło 906 stronników. Jednocześnie stronnicy Augusta zawiązali konfederację warszawską pod laską Antoniego Józefa Ponińskiego. 10 października do Warszawy wkroczył korpus wojsk rosyjskich. 1 listopada 1733 August zaprzysiągł pacta conventa.

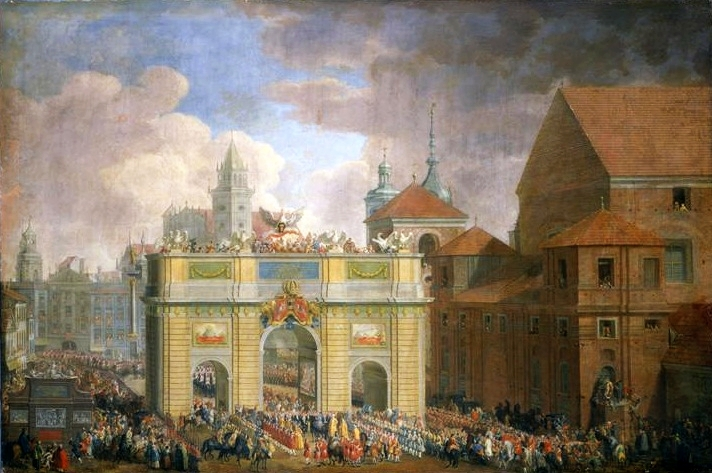
Johann Samuel Mock, Wjazd Augusta III do Warszawy

17 stycznia 1734 w katedrze na Wawelu August III został koronowany na króla Polski przez biskupa krakowskiego Jana Aleksandra Lipskiego. Wybór ten stał się przyczyną wojny o sukcesję polską. W maju 1734 nastąpiła interwencja sił francuskich, które pod wodzą hrabiego de Plélo bezskutecznie próbowały przyjść z pomocą oblężonemu w Gdańsku przez Rosjan i Sasów Stanisławowi Leszczyńskiemu. 7 lipca Gdańsk skapitulował po kilkumiesięcznym oblężeniu. 5 listopada stronnictwo Leszczyńskiego zawiązało antysaską konfederację dzikowską. 21 listopada August III przybył do Warszawy, a 25 listopada dokonał uroczystego wjazdu przez specjalnie zbudowaną bramę tryumfalną.
W 1736 roku odbył się jedyny niezerwany w czasie panowania Augusta III sejm pacyfikacyjny, na którym potwierdzono jego tytuł królewski.

### Polityka zagraniczna

Herb Augusta III jako wikariusza Świętego Cesarstwa Rzymskiego w latach 1740–1742 i w 1745

W 1737 roku pozwolił, by faworyt carycy Anny Iwanowny, Ernest Jan Biron, objął jako lenno Księstwo Kurlandii i Semigalii. Okres trzydziestoletnich rządów Augusta III nie został w Polsce zmącony formalnie żadną wojną zewnętrzną, choć król wciągnął Saksonię w trzy wojny pomiędzy Prusami i Austrią o Śląsk, mający dla Polski żywotne znaczenie. W 1745 Francja poparła jego kandydaturę na cesarza. W 1745 doprowadził do zawarcia traktatu warszawskiego, skierowanego przeciwko Prusom. W 1745 zawarł pokój drezdeński z Prusami, a w 1746 traktat subsydiarny z Francją Ludwika XV, w 1746 wynajął 7000 żołnierzy saskich z wojska Wielkiej Brytanii. W 1756, gdy Saksonia została zaatakowana przez Prusy na początku wojny siedmioletniej, sam August III kapitulował w Pirnie. Dla Polski był to koniec okresu spokoju: kraj przemierzały teraz podążające na zachód armie rosyjskie, rekwirując, a niekiedy grabiąc całe wsie i miasta. W dodatku Fryderyk II wszedł w posiadanie w Saksonii polskich stempli menniczych, co pozwoliło mu zalać Rzeczpospolitą bezwartościową monetą – tzw. efraimkami, bitymi przez Veitela Heinego Ephraima.

### Sprawy wewnętrzne

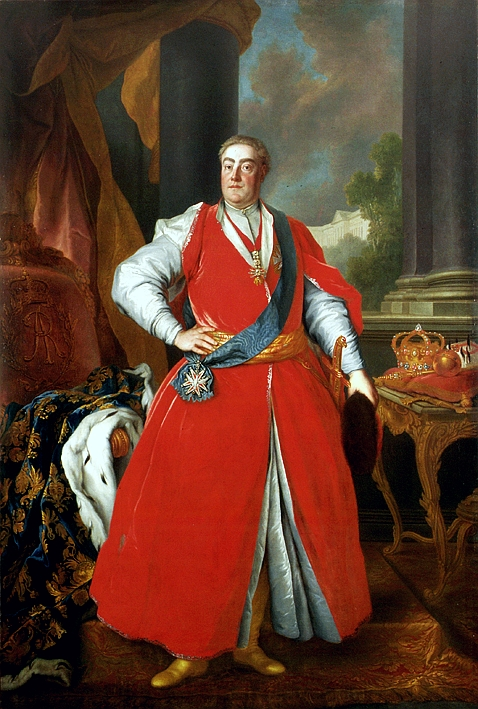
Louis de Silvestre, Portret króla Augusta III w stroju polskim z około 1737

Władca nie troszczył się zbytnio o siłę militarną Rzeczypospolitej, więcej uwagi poświęcając własnemu wystawnemu życiu i powiększaniu bogactwa swego drezdeńskiego dworu. Był wielkim znawcą i mecenasem sztuki (zwłaszcza malarstwa), wzbogacając Galerię Drezdeńską o arcydzieła malarskie klasy światowej. W 1748 roku wzniósł w Ogrodzie Saskim w Warszawie Operalnię, budynek teatralny bogato wyposażony w maszyny i dekoracje. Angażował znakomite zespoły włoskiej commedia dell’arte, opery i baletu. W 1733 Jan Sebastian Bach dedykował mu swoją wielką mszę h-moll, jedno z największych dzieł w historii muzyki światowej. W Rzeczypospolitej przebywał bardzo rzadko, uczestnicząc tylko w obradach senatu i podpisując dokumenty we Wschowie, dokąd mu było najbliżej z ziem elektoratu, do którego szybko powracał. Wiadomo, że oprócz ojczystego języka niemieckiego znał także francuski, polski i łacinę. W oficjalnej korespondencji posługiwał się francuskim, który uważał za „język władców”, natomiast nie używał czynnie języka polskiego, przez co część późniejszych badaczy błędnie twierdziła, że w ogóle go nie znał. Wiadomo, że w młodości uczył się też języka rosyjskiego, ale z nieznanym dzisiaj skutkiem.

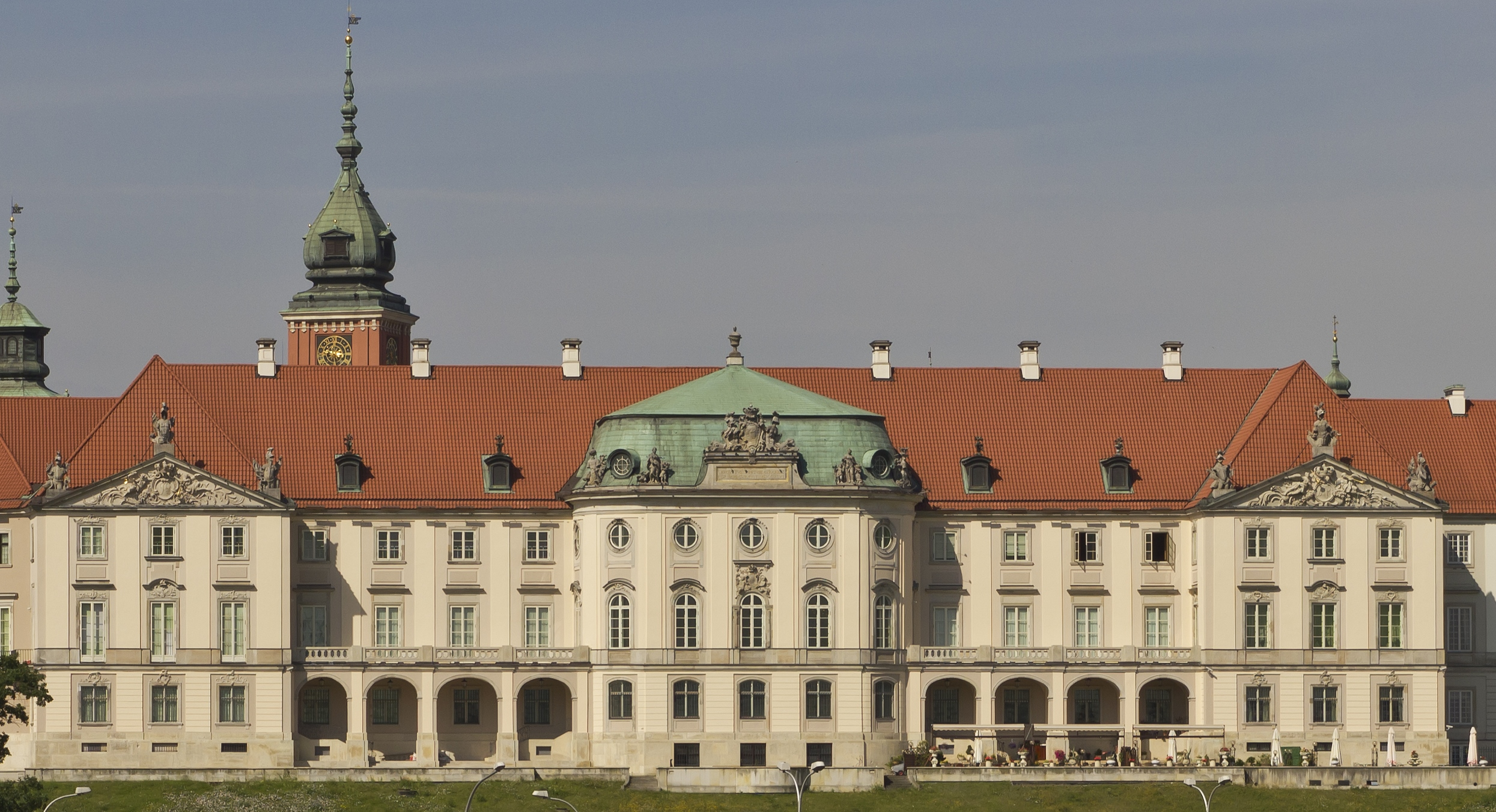
Elewacja Saska Zamku Królewskiego w Warszawie

W swej polityce zagranicznej opierał się na Rosji. Bezpośrednio polityką (zarówno państwa, jak i dworu) kierował główny doradca króla – „premier-minister” Saksonii i Polski, Henryk Brühl, który dla współczesnych stał się synonimem korupcji i złotych czasów saskich w ujemnym pojęciu. Okres panowania Sasów został niesłusznie zdeprecjonowany i jednostronnie osądzony, głównie za sprawą Prus będących w ciągłym konflikcie z Wettynami i gorliwie propagujących antysaską publicystykę. Należy podkreślić, że August III wprowadził urząd premiera i podział na ministerstwa. Rozbudował (przy niechętnej postawie szlachty i magnaterii) Zamek Królewski w Warszawie dostawiając eksponowane od strony Wisły skrzydło saskie (Elewacja Saska). Monarcha wykupił od mieszczan gdańskich arrasy wawelskie, poczynił wiele prac renowacyjnych na Wawelu, a także doprowadził do właściwego funkcjonowania Komisji Brukowej w Warszawie pod przewodnictwem marszałka Franciszka Bielińskiego.

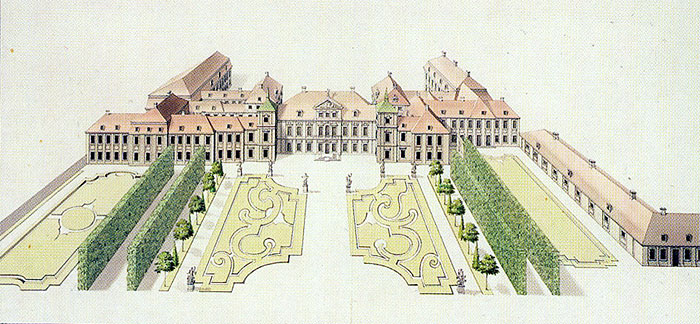
Pałac Saski i Ogród Saski w Warszawie w XVIII w.

Na współczesne negatywne stereotypy i złą opinię o czasach saskich wpłynęła również niechęć do Wettynów ze strony późniejszego króla Stanisława Augusta i Czartoryskich. Czasy saskie to rozwój polskiej sztuki kulinarnej, wytwornego jedzenia, w tym stosowania powszechniej sztućców, obrusów i wysokiej jakości porcelany. Wśród cudzoziemców funkcjonowało wówczas powiedzenie odnoszące się do wytwornego jedzenia: „jadłem jak polski król”. Jest to także okres rozpowszechnienia się bielizny osobistej i pościeli. Spopularyzowano picie kawy, początkowo w domach, a z czasem w pierwszych w Polsce kawiarniach – tzw. kafenhauzach (w Warszawie w okolicach pl. Żelaznej Bramy). Zapoczątkowano też korzystanie z wód mineralnych, które w glinianych zalakowanych butlach (odnalezione podczas prac archeologicznych na terenie Pałacu Saskiego w Warszawie i Zamku Królewskiego w Warszawie) sprowadzano z Saksonii, by następnie uruchomić rodzime źródła. August III popierał naukę, czego dowodem jest ufundowanie kilkuset (ponad 800) stypendiów dla studiującej polskiej młodzieży w Dreźnie. Ludzie ci w przyszłości stali się głównymi działaczami Oświecenia. Czasy saskie to także masowy napływ specjalistów z Saksonii, którzy w większości się polonizowali, jak również rozwój osadnictwa holenderskiego, związanego z pracami melioracyjnymi na nieużytkach. Okres ten to także wielki i dynamiczny rozwój Poczty Saskiej, niezbędnej do prawidłowego funkcjonowania dwóch ośrodków władzy w Warszawie i w Dreźnie.
Z rąk Augusta III prawa miejskie otrzymały m.in. Jedwabne, Czyżew, Końskie, Ilińce i Wielki Mizocz.

### Rzeczpospolita

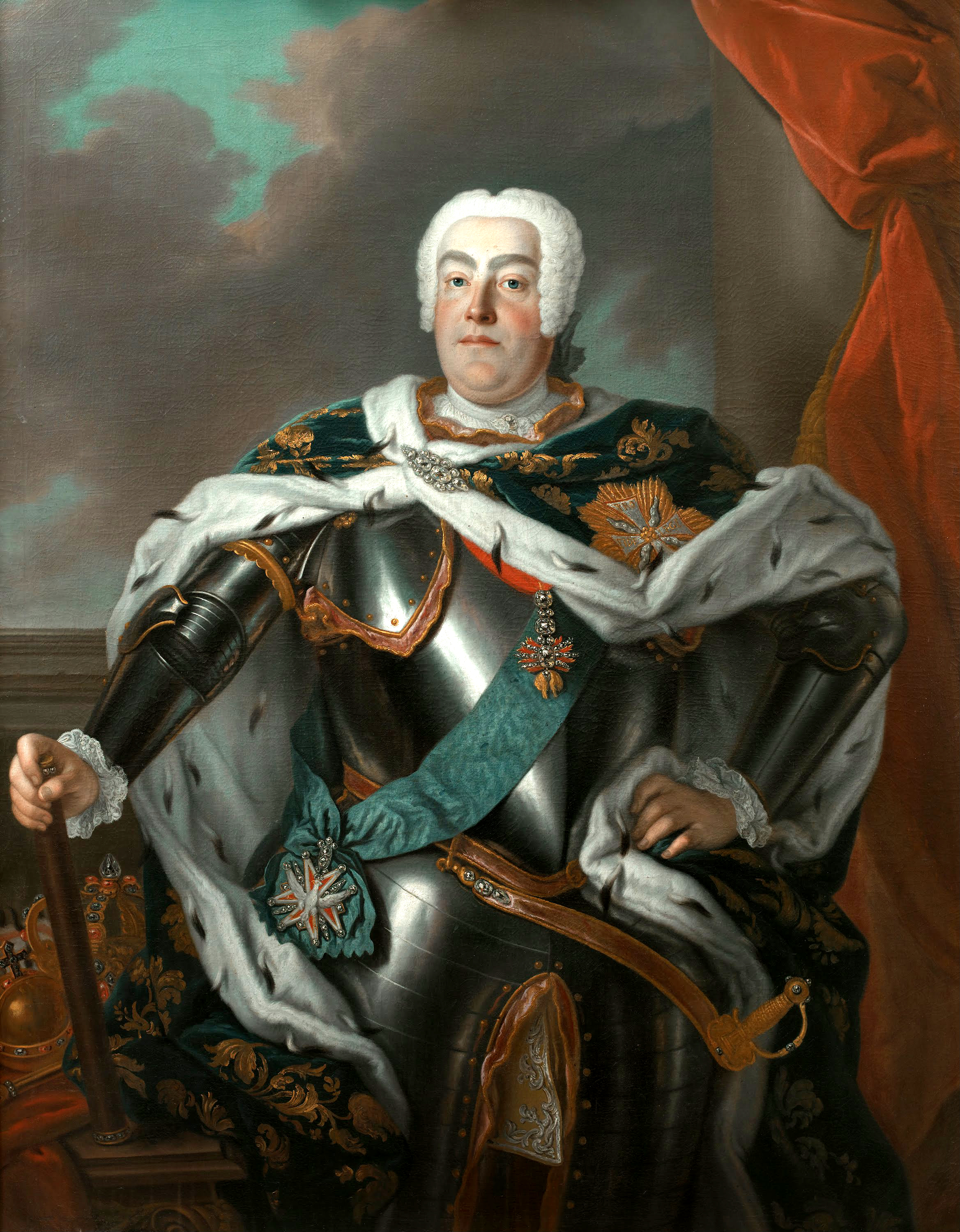
Louis de Silvestre, Portret Augusta III

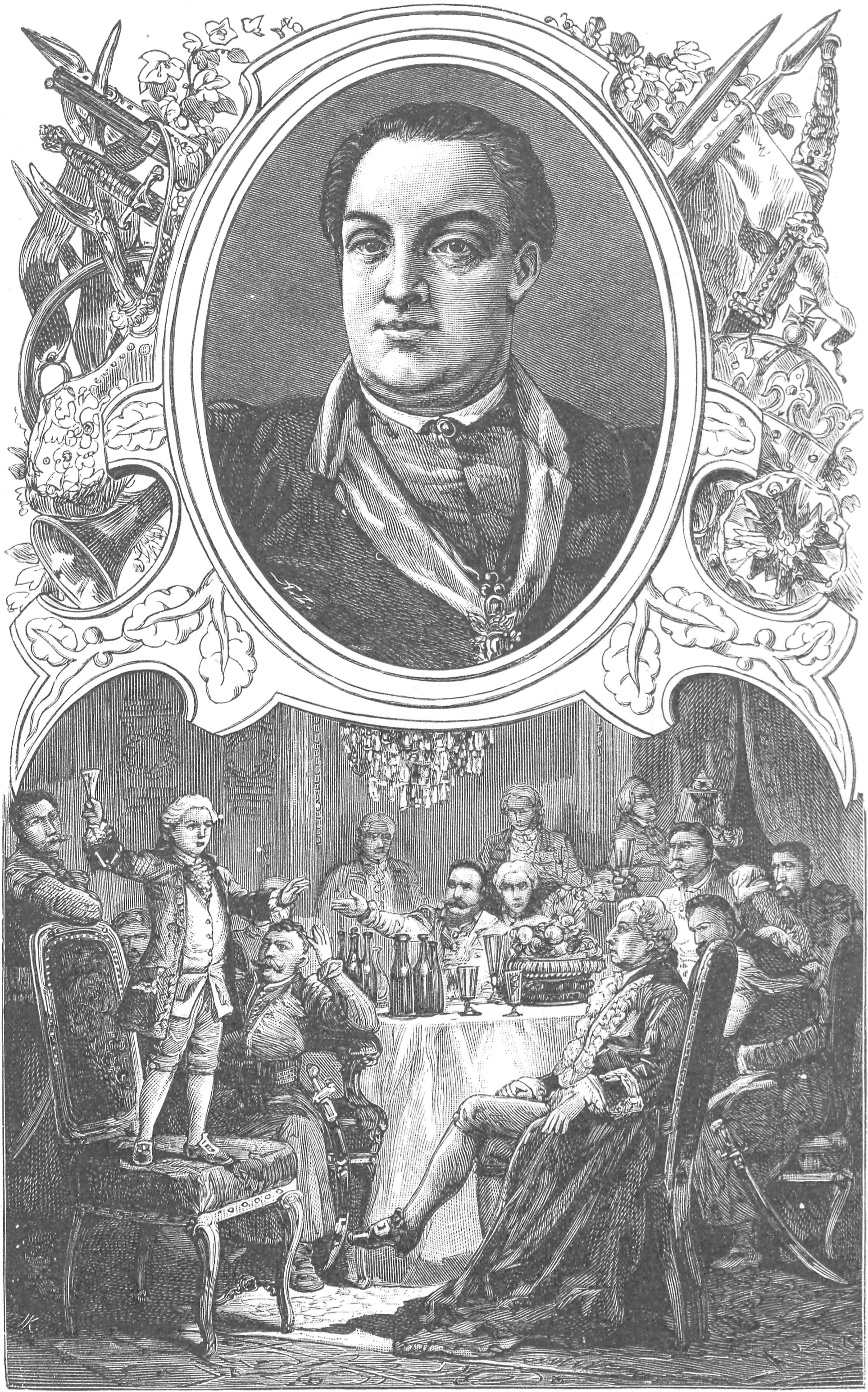
August III w cyklu Wizerunki książąt i królów polskich Ksawerego Pillatiego z 1888

Rzeczpospolita okupiła swą neutralność i nieangażowanie się w wojny znacznym osłabieniem swej pozycji na arenie międzynarodowej. Z głównej aktorki polityki europejskiej XVII wieku przeistoczyła się faktycznie w jej bierną obserwatorkę.
Po części rekompensował jej to stały wzrost gospodarczy i odbudowa kraju w warunkach pokoju. Począwszy od lat 30. zauważalny był rozwój gospodarki Polski, m.in. dzięki zastosowaniu w dobrach królewskich zdobyczy saskiej „kameralistyki”, odczuwalny był również napływ wielu artystów, architektów i rzemieślników saskich, którzy sprawili, iż Rzeczpospolitą pokryły najmodniejsze budowle magnackie, wcale nie odbiegające poziomem artystycznym od reszty Europy. Wystąpiło znaczne ożywienie handlu zagranicznego z Saksonią i Turcją, zmalał zaś tranzyt towarowy przez Rzeczpospolitą z Rosji, która towary eksportowane do Europy kierowała przez własne porty na Bałtyku.
Za początek okresu Oświecenia w Polsce przyjmuje się rok 1740. Począwszy od lat 40. zauważalny staje się rozwój szkół jezuickich; kolegia jezuickie wobec upadku Akademii Krakowskiej przejmują ciężar szkolnictwa wyższego. Stanisław Konarski inicjuje wówczas reformę wszystkich szkół pijarskich w duchu europejskiego Oświecenia. W 1747 bracia-biskupi Andrzej Stanisław i Józef Andrzej Załuscy otwierają pierwszą polską publiczną Bibliotekę Załuskich w Warszawie.
W okresie panowania Augusta III nastąpiło faktyczne rozczłonkowanie Rzeczypospolitej. Podzieliła się ona na niemal suwerenne państwa magnackie z własną armią, formalnie tylko pozostające w granicach królestwa. Np. armia prywatna Czartoryskich niewiele ustępowała liczebnie armii królewskiej, będąc przy tym lepiej wyekwipowana i wyszkolona. Wobec faktu, iż od 1736 żaden sejm nie doszedł do skutku, ciężar władzy ustawodawczej spoczął teraz na niższej strukturze prawodawczej – sejmikach. Uchwalały one tzw. lauda sejmikowe będące podstawą działania administracji w poszczególnych województwach.
Największe rody magnackie, często wspierane przez państwa ościenne, toczyły między sobą nieustanną grę o wpływy, czego efektem był faktyczny paraliż państwa, gdyż nie pozwalano, by którakolwiek z frakcji uzyskała przewagę. Tak robili Radziwiłłowie herbu Trąby, Braniccy, Ogińscy, Czartoryscy, Sapiehowie, Potoccy, Lubomirscy, Rzewuscy i wiele innych rodów w Koronie i na Litwie. Główne, przeciwstawne sobie obozy reprezentowało stronnictwo prorosyjskie Czartoryskich i Poniatowskich (tzw. obóz Familii), oraz stronnictwo propruskie Potockich. Pomiędzy nimi istniała jeszcze tzw. Kamaryla Mniszcha, czyli obóz prosaski. Osobną partię stanowili też później stronnicy hetmana Branickiego. W 1763 Czartoryscy planowali przeprowadzenie z pomocą Rosji zamachu stanu i odsunięcie Augusta, lecz przeszkodził temu wcześniejszy zgon króla.

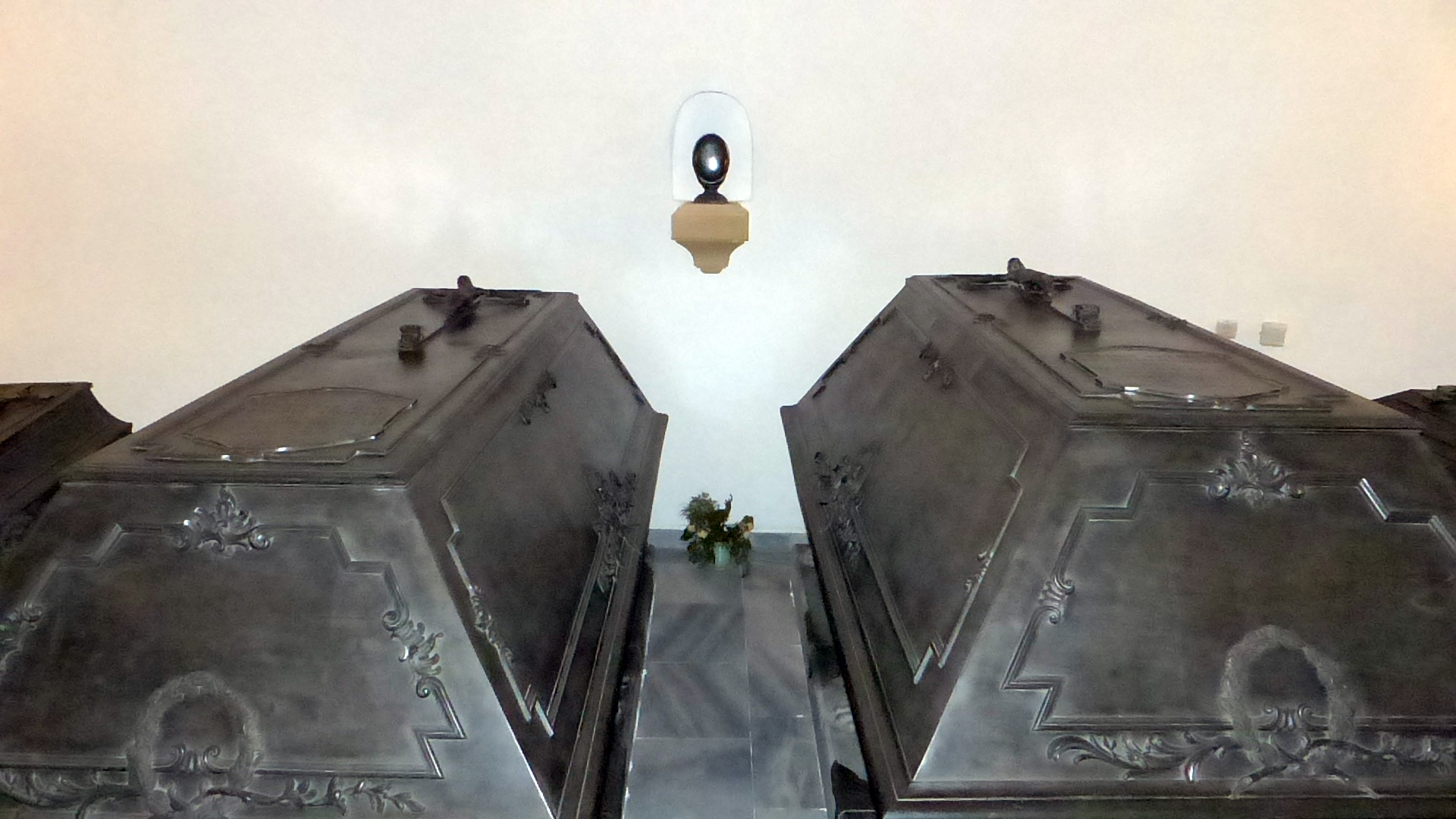
Sarkofagi Augusta III i Marii Józefy w Kościele Dworskim w Dreźnie.

August III Wettyn zmarł w Dreźnie i pochowany został w kryptach tamtejszego kościoła dworskiego (Hofkirche), razem ze swoją żoną Marią Józefą Habsburg.

## Odznaczenia
Kawaler:
- polskiego Orderu Orła Białego (1713 lub 1714)[16]
- duńskiego Orderu Słonia (1709)[16]
- austriackiego Orderu Złotego Runa (1723)[16]
- pruskiego Orderu Orła Czarnego (1736)[16]
- rosyjskiego Orderu św. Andrzeja Apostoła (1736)[16]
- rosyjskiego Orderu św. Aleksandra Newskiego (1736)[17]
- saskiego Orderu Wojskowego Świętego Henryka (1736, fundator)[18]

## Galeria

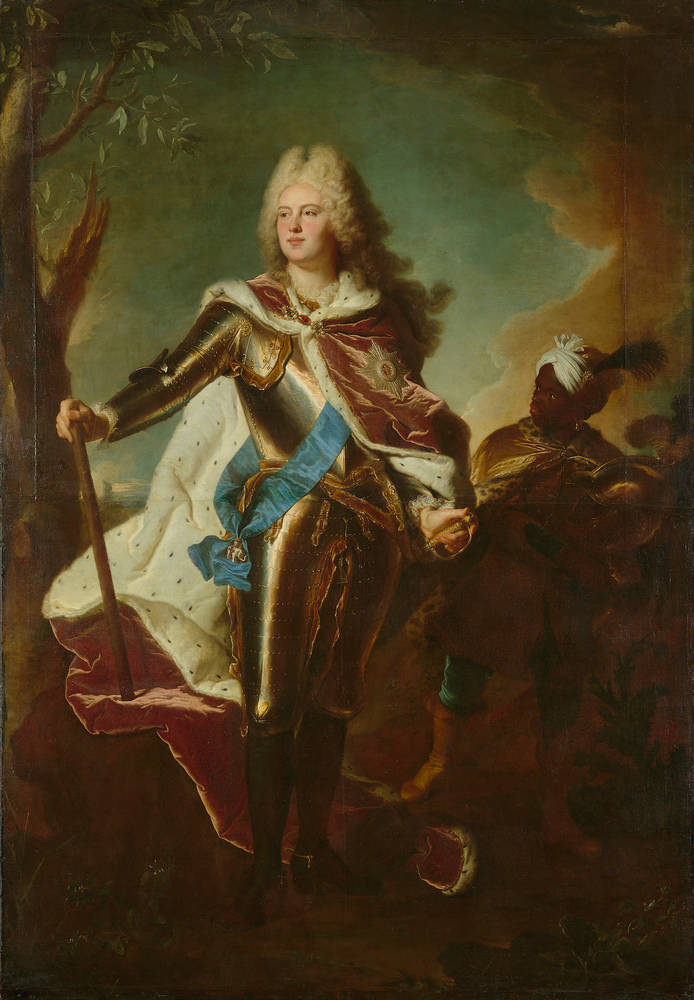
Hyacinthe Rigaud, Portret młodego Augusta III z 1715
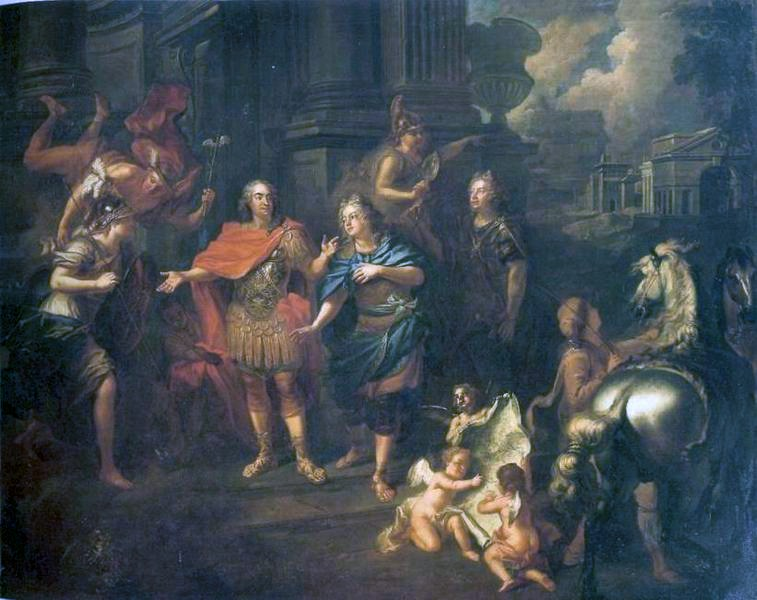
Louis de Silvestre, Portret Augusta III z ojcem Augustem II Mocnym z 1715 roku
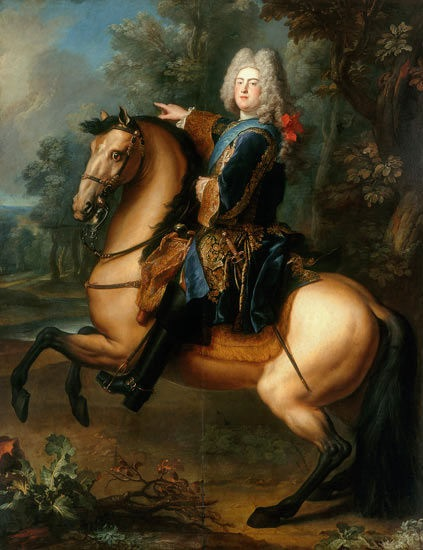
Louis de Silvestre, August III na koniu
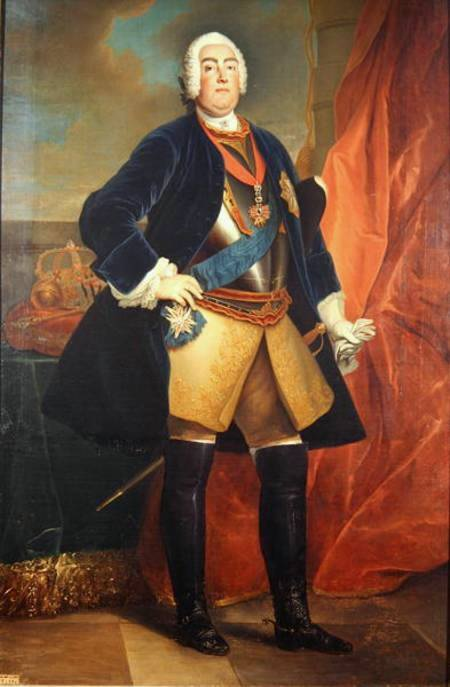
Louis de Silvestre, Portret Augusta III
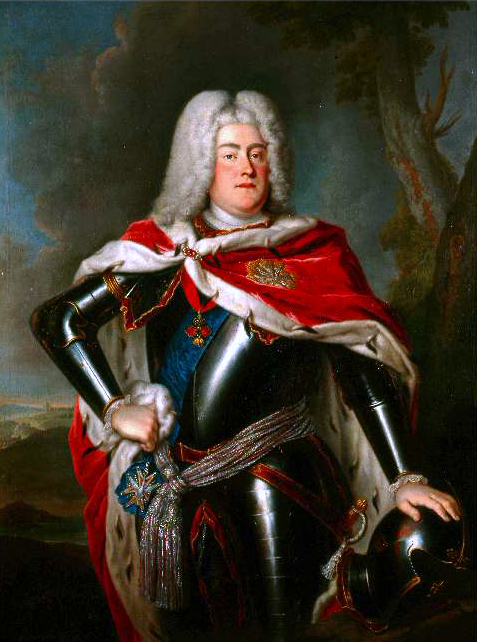
Louis de Silvestre, Portret Augusta III
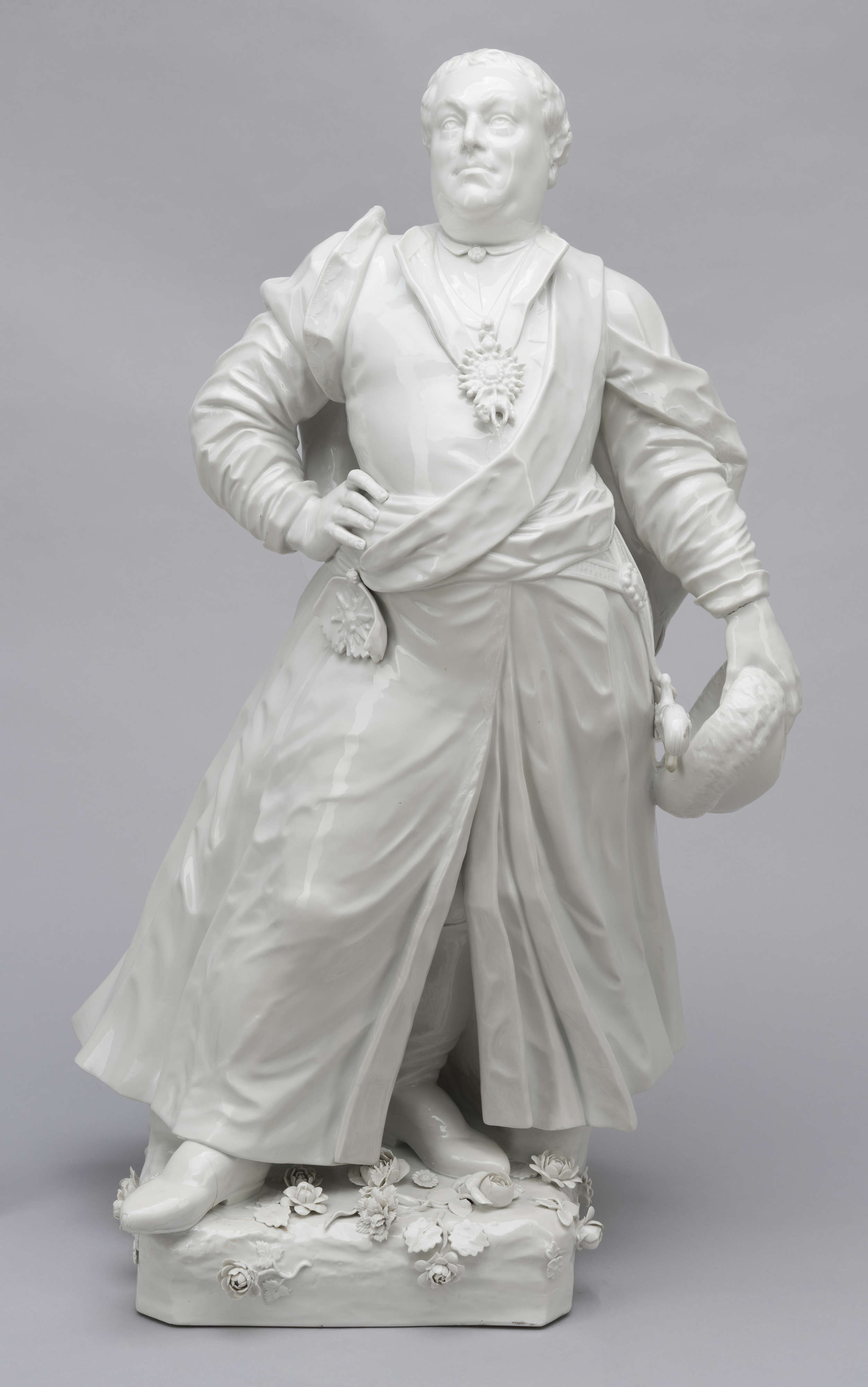
August III w stroju polskim figura z porcelany miśnieńskiej
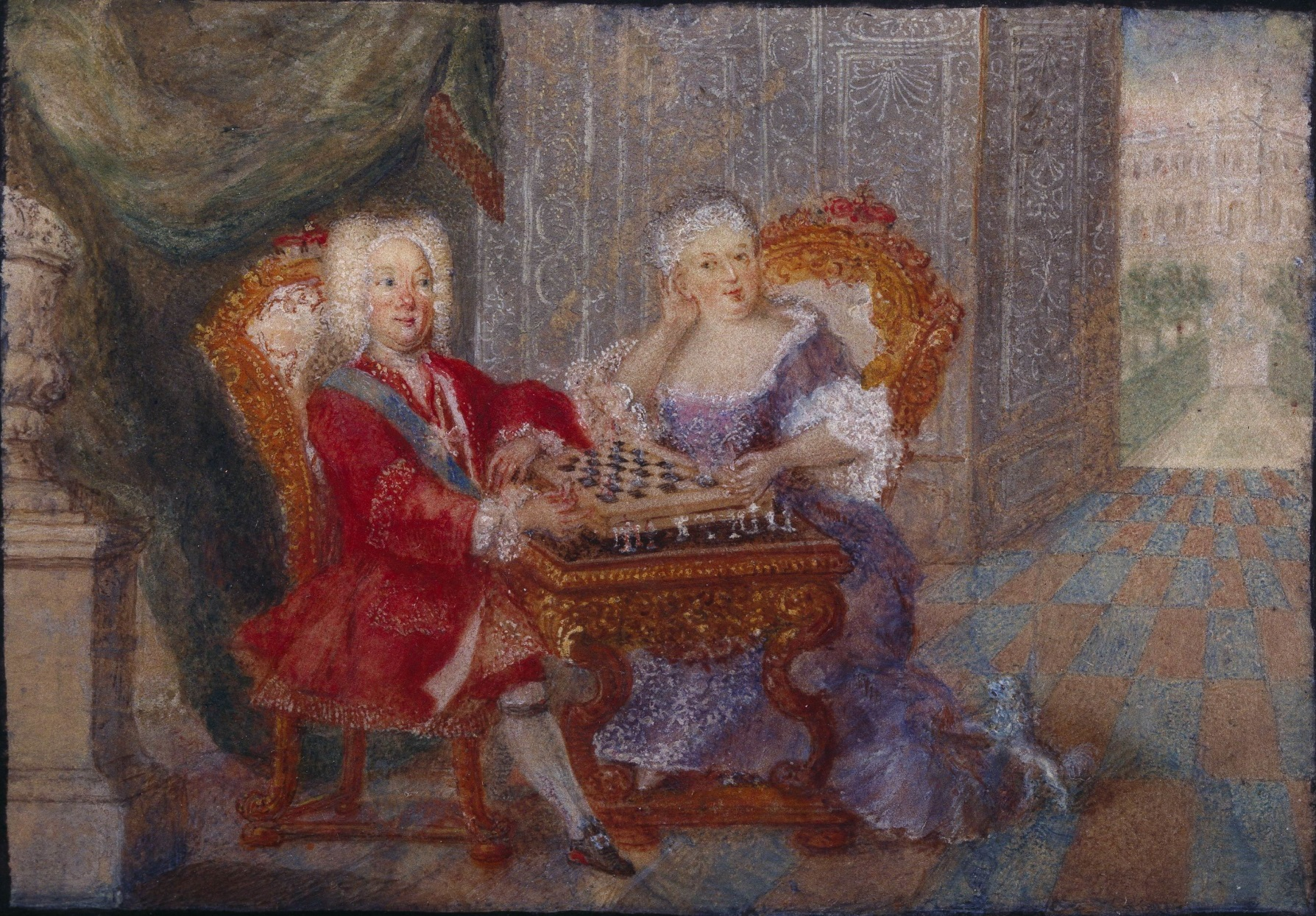
August III i Maria Józefa
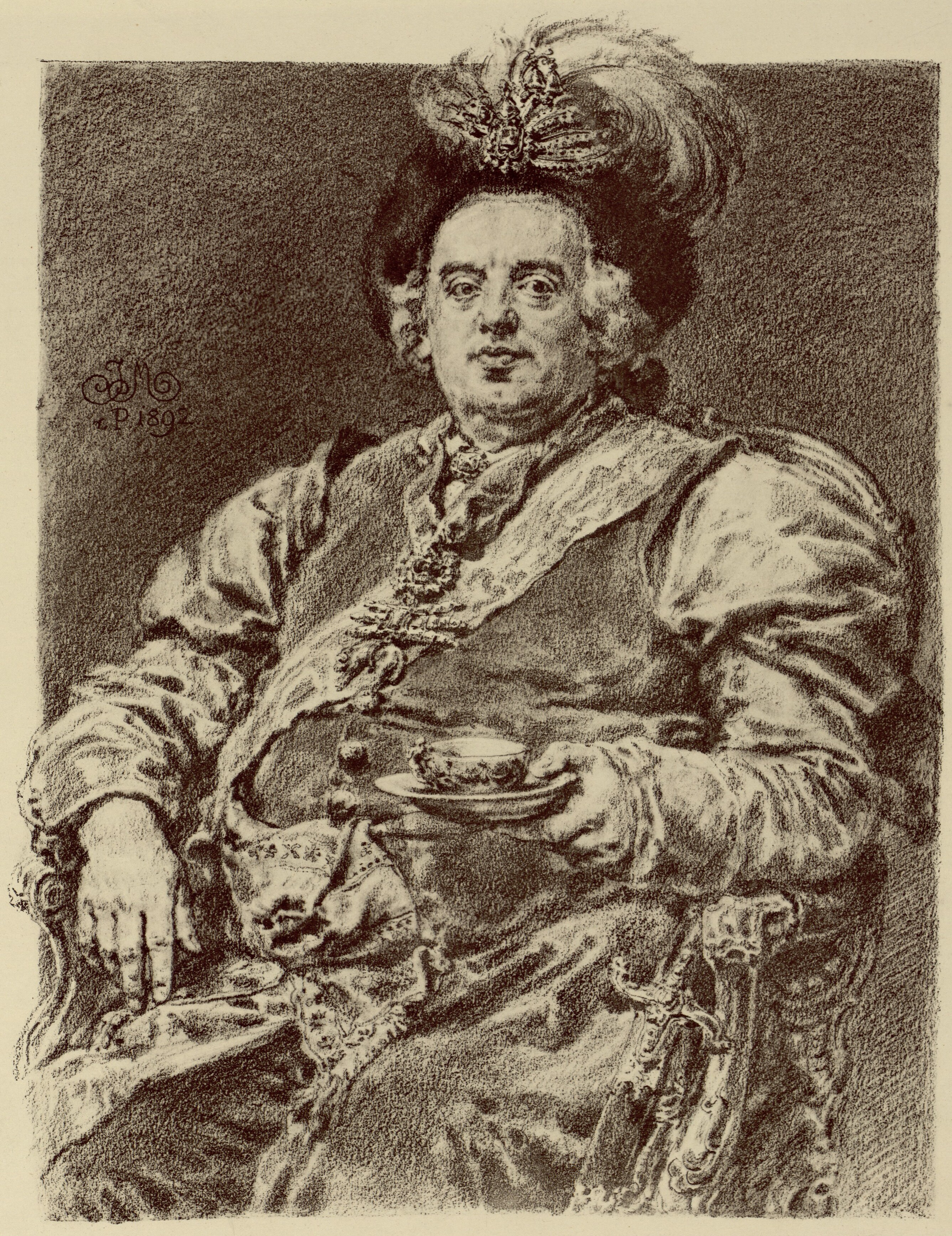
Rysunek Jana Matejki, wyobrażenie władcy powstałe ponad wiek po rządach Augusta III

## Genealogia
| Prapradziadkowie                                            | elektor Saksonii Jan Jerzy I Wettyn (1585-1656) ∞1607 Magdalena Sybilla Hohenzollern1 (1586-1659)     | margrabia Brandenburgii-Bayreuth Krystian Hohenzollern² (1581-1655) ∞1604 Maria Hohenzollernówna1 (1579-1649) | król Danii i Norwegii Chrystian IV Oldenburg (1577-1648) ∞1597 Anna Katarzyna Hohenzollernówna (1575-1612) | książę Brunszwiku-Lüneburg Jerzy Welf (1582-1641) ∞1617 Anna Eleonora Heska (1601-1659)          | margrabia Brandenburgii-Bayreuth Krystian Hohenzollern² (1581-1655) ∞1604 Maria Hohenzollernówna1 (1579-1649)        | margrabia Brandenburgii-Ansabach Joachim Ernest Hohenzollern² (1583–1625) ∞1612 Zofia von Solms-Laubach (1594–1651)  | książę Wirtembergii Jan Fryderyk Wirtemberski (1582-1628) ∞1609 Barbara Zofia Hohenzollernówna (1584–1636)           | Jan Kazimierz von Salm-Kyrburg (1607–1651) ∞ Dorota von Solms-Laubach                                                |
| Pradziadkowie                                               | elektor Saksonii Jan Jerzy II Wettyn (1613-1680) ∞1638 Magdalena Sybilla Hohenzollernówna (1612-1687) | elektor Saksonii Jan Jerzy II Wettyn (1613-1680) ∞1638 Magdalena Sybilla Hohenzollernówna (1612-1687)         | król Danii i Norwegii Fryderyk III Oldenburg (1609-1670) ∞1643 Zofia Amelia Welf (1628-1685)               | król Danii i Norwegii Fryderyk III Oldenburg (1609-1670) ∞1643 Zofia Amelia Welf (1628-1685)     | Erdmann August Hohenzollern (1615-1651) ∞1641 Zofia Hohenzollernówna (1614–1646)                                     | Erdmann August Hohenzollern (1615-1651) ∞1641 Zofia Hohenzollernówna (1614–1646)                                     | książę Wirtembergii Eberhard III Wirtemberski (1614-1674) ∞1637 Anna Katarzyna von Salm-Kyrburg (1614-1655)          | książę Wirtembergii Eberhard III Wirtemberski (1614-1674) ∞1637 Anna Katarzyna von Salm-Kyrburg (1614-1655)          |
| Dziadkowie                                                  | elektor Saksonii Jan Jerzy III Wettyn (1647-1691) ∞1666 Anna Zofia Oldenburg (1647-1717)              | elektor Saksonii Jan Jerzy III Wettyn (1647-1691) ∞1666 Anna Zofia Oldenburg (1647-1717)                      | elektor Saksonii Jan Jerzy III Wettyn (1647-1691) ∞1666 Anna Zofia Oldenburg (1647-1717)                   | elektor Saksonii Jan Jerzy III Wettyn (1647-1691) ∞1666 Anna Zofia Oldenburg (1647-1717)         | margrabia Brandenburgii-Bayreuth Krystian Ernest Hohenzollern (1644-1712) ∞1671 Zofia Luiza Wirtemberska (1642-1702) | margrabia Brandenburgii-Bayreuth Krystian Ernest Hohenzollern (1644-1712) ∞1671 Zofia Luiza Wirtemberska (1642-1702) | margrabia Brandenburgii-Bayreuth Krystian Ernest Hohenzollern (1644-1712) ∞1671 Zofia Luiza Wirtemberska (1642-1702) | margrabia Brandenburgii-Bayreuth Krystian Ernest Hohenzollern (1644-1712) ∞1671 Zofia Luiza Wirtemberska (1642-1702) |
| Rodzice                                                     | król Polski August II Wettyn (1670-1733) ∞1693 Krystyna Eberhardyna Hohenzollernówna (1671-1727)      | król Polski August II Wettyn (1670-1733) ∞1693 Krystyna Eberhardyna Hohenzollernówna (1671-1727)              | król Polski August II Wettyn (1670-1733) ∞1693 Krystyna Eberhardyna Hohenzollernówna (1671-1727)           | król Polski August II Wettyn (1670-1733) ∞1693 Krystyna Eberhardyna Hohenzollernówna (1671-1727) | król Polski August II Wettyn (1670-1733) ∞1693 Krystyna Eberhardyna Hohenzollernówna (1671-1727)                     | król Polski August II Wettyn (1670-1733) ∞1693 Krystyna Eberhardyna Hohenzollernówna (1671-1727)                     | król Polski August II Wettyn (1670-1733) ∞1693 Krystyna Eberhardyna Hohenzollernówna (1671-1727)                     | król Polski August II Wettyn (1670-1733) ∞1693 Krystyna Eberhardyna Hohenzollernówna (1671-1727)                     |
| August III Wettyn (1696-1763) król Polski, elektor Saksonii | | | |                                                                                                  | | | | |

1 – córka księcia Prus Albrechta Fryderyka Hohenzollerna i księżniczki Marii Eleonory Kliwijskiej.

2 – syn elektora-margrabiego Brandenburgii Jana Jerzego Hohenzollerna i księżniczki Elżbiety von Anhalt-Zerbst.

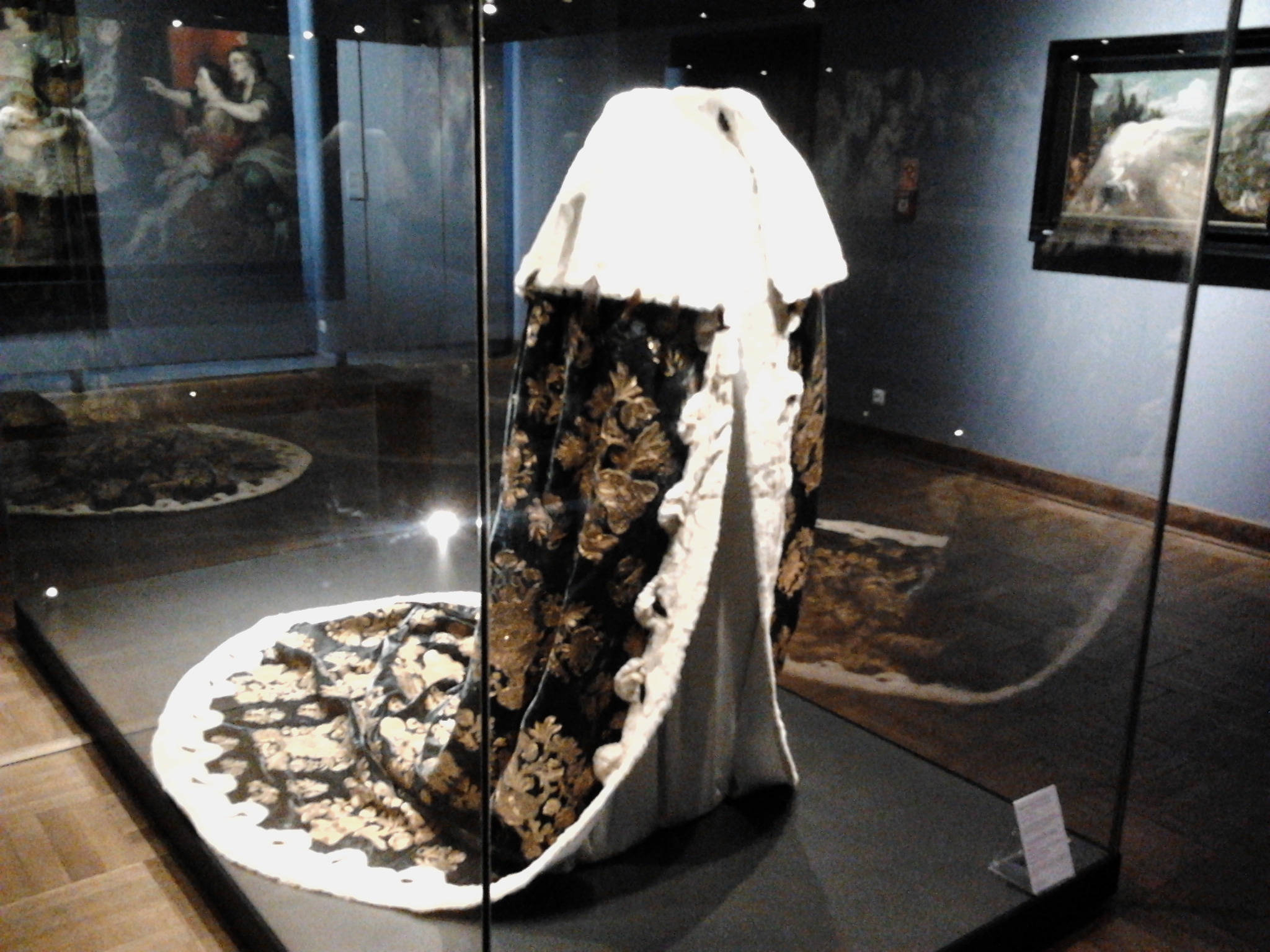
Płaszcz koronacyjny Augusta III na wystawie w Muzeum Narodowym w Warszawie

## Obecność w kulturze
- W 1889 panowanie Augusta III opisał w powieści historycznej Saskie ostatki polski autor Józef Ignacy Kraszewski[19] .